# The Acacia Strain
I The Acacia Strain sono un gruppo metalcore formatosi a Chicopee, Massachusetts, nel 2001. La band ha subito molti cambi di formazione e il cantante Vincent Bennet è l'unico membro originario. Hanno registrato nove album in studio, un album dal vivo, diversi EP e due split album. Hanno lavorato anche con Adam Dutkiewicz e Chris "Zeuss" Harris.

## Stile musicale
La musica dei The Acacia Strain è spesso definita come deathcore. AllMusic definisce lo stile musicale della band come "una sezione ritmica spaccaossa, campionature apocalittiche e un insolito assalto con tre chitarre che fa nascere la loro caratteristica miscela di hardcore punk, noise, death metal e doom metal." La recensione di Wormwood dello stesso sito definisce il suono della band come "uno sgraziato e inarrestabile colosso alimentato dalla memoria dell'aggressività rilasciata sulla terra da Sepultura e Pantera."
L'ex bassista della band, Jack Strong, descrive la loro musica come "hardcore influenzato dal metal", mentre il cantante Vincent Bennett ha rifiutato l'etichetta deathcore, affermando che "il deathcore è il nuovo nu-metal. [...] Fa schifo. E se qualcuno ci chiamasse 'deathcore', dovrei fargli qualcosa di veramente brutto."
Composti dal cantante Vincent Bennett, i testi della band generalmente trattano di misantropia e nichilismo. Bennett utilizza riferimenti alla misoginia e immagini sessualmente deviate nei suoi testi, ma spesso solo come metafora per indirizzare meglio il messaggio, che comunque resta aperto ad interpretazione.

## Formazione

### Formazione attuale
- Vincent Bennett - voce (2001-presente)
- David Shidaker - chitarra (2013-presente)
- Rich Gomez - chitarra (2013-presente)
- Griffin Landa - basso (2015-presente)
- Kevin Boutot - batteria (2005-presente)

### Ex componenti
- Daniel "DL" Laskiewicz - chitarra (2001-2013)
- Daniel "The Daniel" Daponde - chitarra (2001-2006)
- Christopher Daniele - chitarra (2001-2005)
- Ben Abert - batteria (2001-2004)
- Karrie Whitfield - basso (2001-2002)
- John Preston - basso (2003, 2004)
- Jeanne Sagan - basso (2003)
- Mark Castillo - batteria (2004)
- Seth Coleman - basso (2004-2006)
- Jack Strong - basso (2006-2015)

## Discografia

### Album in studio
- 2002 - ...And Life Is Very Long
- 2004 - 3750
- 2006 - The Dead Walk
- 2008 - Continent
- 2010 - Wormwood
- 2012 - Death Is the Only Mortal
- 2014 - Coma Witch
- 2017 - Gravebloom
- 2019 - It Comes in Waves
- 2020 - Slow Decay
- 2023 - Step Into the Light
- 2023 - Failure Will Follow

### Album dal vivo
- 2010 - The Most Known Unknown

### EP
- 2002 - Demo 2002
- 2003 - When Angels Shed Their Wings: Volume 3 (split con i Royal to the Grave)
- 2013 - Money for Nothing
- 2013 - Above/Below

### Singoli
- 2012 - Servant in the Place of Truth